# Onoba cerinella
Onoba cerinella är en snäckart som beskrevs av Dall 1887. Onoba cerinella ingår i släktet Onoba och familjen Rissoidae. Inga underarter finns listade i Catalogue of Life.